# Småtjärnarna (Ramsele socken, Ångermanland, 706141-151649)
Småtjärnarna är en sjö i Sollefteå kommun i Ångermanland och ingår i Ångermanälvens huvudavrinningsområde.